# Eero Berg
Eero Berg (Kangasala, 17 febbraio 1898 – Karijoki, 14 luglio 1969) è stato un mezzofondista finlandese.

## Palmarès

### Giochi olimpici
- Oro a Parigi 1924 nel Cross a squadre
- Bronzo a Parigi 1924 nei 10 000 metri piani